# El Trapiche, Candelaria Loxicha
El Trapiche är en ort i Mexiko.   Den ligger i kommunen Candelaria Loxicha och delstaten Oaxaca, i den sydöstra delen av landet, 500 km sydost om huvudstaden Mexico City. El Trapiche ligger 702 meter över havet och antalet invånare är 133.
Terrängen runt El Trapiche är kuperad åt sydväst, men åt nordost är den bergig. Runt El Trapiche är det ganska glesbefolkat, med 38 invånare per kvadratkilometer. Närmaste större samhälle är San Agustín Loxicha, 16,4 km väster om El Trapiche. I omgivningarna runt El Trapiche växer i huvudsak städsegrön lövskog.